# Kiểm toán Nhà nước (Việt Nam)
Kiểm toán Nhà nước Việt Nam là cơ quan do Quốc hội thành lập, theo lí thuyết hoạt động độc lập và chỉ tuân theo pháp luật, thực hiện kiểm toán việc quản lí, sử dụng tài chính, tài sản công, giúp tài chính Nhà nước minh bạch, hạn chế tham nhũng.

## Hình thành
Kiểm toán Nhà nước Việt Nam được chính thức thành lập ngày 11 tháng 7 năm 1994 theo Nghị định 70/CP của Chính phủ Việt Nam với chức năng xác nhận tính đúng đắn, hợp lý của tài liệu, số liệu kế toán, báo cáo quyết toán của các cơ quan nhà nước, các đơn vị sự nghiệp, đơn vị kế toán nhà nước và các đoàn thể quần chúng. Chức danh Tổng Kiểm toán Nhà nước tương đương cấp Bộ trưởng, do Thủ tướng bổ nhiệm và Quốc hội phê chuẩn.
Sau khi Luật Kiểm toán Nhà nước có hiệu lực từ ngày 1 tháng 1 năm 2006, cơ quan Kiểm toán Nhà nước chuyển sang trực thuộc Quốc hội; vị trí Tổng kiểm toán Nhà nước do Quốc hội bầu theo sự đề cử của Ủy ban thường vụ Quốc hội. Nhiệm kỳ của Tổng Kiểm toán Nhà nước theo nhiệm kỳ của Quốc hội (5 năm), có thể được bầu lại nhưng không quá 2 nhiệm kỳ. Sửa đổi này được đưa ra nhằm đảm bảo việc kiểm soát ngân sách nhà nước chi tiêu khách quan và độc lập hơn.
Hiến pháp nước Cộng hòa xã hội chủ nghĩa Việt Nam (sửa đổi) được thông qua tại kỳ họp thứ 6, Quốc hội khóa XIII ngày 28.11.2013 đã hiến định địa vị pháp lý  của KTNN và Tổng Kiểm toán Nhà nước tại Điều 118:
1. Kiểm toán nhà nước là cơ quan do Quốc hội thành lập, hoạt động độc lập và chỉ tuân theo pháp luật, thực hiện kiểm toán việc quản lý, sử dụng tài chính, tài sản công.
2. Tổng Kiểm toán nhà nước là người đứng đầu Kiểm toán nhà nước, do Quốc hội bầu. Nhiệm kỳ của Tổng Kiểm toán nhà nước do luật định.

Tổng Kiểm toán nhà nước chịu trách nhiệm và báo cáo kết quả kiểm toán, báo cáo công tác trước Quốc hội; trong thời gian Quốc hội không họp, chịu trách nhiệm và báo cáo trước Ủy ban thường vụ Quốc hội.
1. Tổ chức, nhiệm vụ, quyền hạn cụ thể của Kiểm toán nhà nước do luật định.

## Lãnh đạo Kiểm toán Nhà nước qua các thời kỳ

### Phó Tổng Kiểm toán Nhà nước
- Bùi Hải Ninh (1994-2000)
- Hà Ngọc Sơn (1994-2005)
- Hoàng Ngọc Hài (1994-2006)
- Vương Đình Huệ (2001-2006)
- Lê Minh Khái (2007-2014)
- Lê Hoàng Quân (2008-2015)
- Hoàng Hồng Lạc (2008-2017)
- Cao Tấn Khổng (2008-2018)
- Đoàn Xuân Tiên (2011-2020)
- Nguyễn Quang Thành (2011-2021)
- Doãn Anh Thơ (2021-nay)
- Vũ Văn Họa (2013-2022)
- Đặng Thế Vinh (2017-nay)
- Nguyễn Tuấn Anh
- Hà Thị Mỹ Dung
- Ngô Văn Tuấn (2022)
- Bùi Quốc Dũng (2023-nay)
- Trần Minh Khương (2024)

## Lãnh đạo Kiểm toán Nhà nước đương nhiệm
- Tổng Kiểm toán Nhà nước: Ngô Văn Tuấn - Ủy viên Trung ương Đảng, Bí thư Ban Cán sự Đảng Kiểm toán Nhà nước[2]
- Các Phó Tổng Kiểm toán Nhà nước:[3]

1. Doãn Anh Thơ
2. Nguyễn Tuấn Anh
3. Hà Thị Mỹ Dung
4. Bùi Quốc Dũng
5. Trần Minh Khương

## Các cơ quan trực thuộc
Hiện nay, cơ cấu tổ chức của Kiểm toán Nhà nước bao gồm 32 Vụ và đơn vị tương đương cấp Vụ, đứng đầu các Vụ là Vụ trưởng, đứng đầu các Chuyên ngành và các Khu vực của Kiểm toán Nhà nước là Kiểm toán trưởng (cấp Vụ trưởng) 

### Các đơn vị tham mưu thuộc bộ máy điều hành
1. Văn phòng Kiểm toán Nhà nước
2. Vụ Tổ chức cán bộ
3. Vụ Tổng hợp
4. Vụ Chế độ và Kiểm soát chất lượng kiểm toán
5. Vụ Pháp chế
6. Vụ Hợp tác quốc tế
7. Thanh tra Kiểm toán Nhà nước (tương đương cấp Vụ)[4]
8. Văn phòng Ban cán sự Đảng, Đảng uỷ, Đoàn thể
9. Cục công nghệ thông tin

### Các đơn vị Kiểm toán Nhà nước chuyên ngành
1. Kiểm toán Nhà nước chuyên ngành Ia, phụ trách lĩnh vực quốc phòng;
2. Kiểm toán Nhà nước chuyên ngành Ib, phụ trách các lĩnh vực gồm: An ninh, tài chính và ngân sách Đảng, hoạt động cơ yếu, dự trữ Nhà nước;
3. Kiểm toán Nhà nước chuyên ngành II, phụ trách các lĩnh vực gồm: ngân sách trung ương của các bộ, ngành kinh tế tổng hợp;
4. Kiểm toán Nhà nước chuyên ngành III, phụ trách các lĩnh vực gồm: ngân sách trung ương của các bộ, ngành, cơ quan thuộc Chính phủ…;
5. Kiểm toán Nhà nước chuyên ngành IV, phụ trách các lĩnh vực gồm: đầu tư, dự án hạ tầng cơ sở;
6. Kiểm toán Nhà nước chuyên ngành V, phụ trách các lĩnh vực gồm: đầu tư, dự án công nghiệp, dân dụng;
7. Kiểm toán Nhà nước chuyên ngành VI, phụ trách các Tập đoàn, Tổng công ty Nhà nước;
8. Kiểm toán Nhà nước chuyên ngành VII, phụ trách các ngân hàng và các tổ chức tài chính.

### Các đơn vị Kiểm toán Nhà nước khu vực
1. Kiểm toán Nhà nước khu vực I (trụ sở đặt tại Thành phố Hà Nội) phụ trách 5 địa phương gồm: Hà Nội, Vĩnh Phúc, Bắc Ninh, Hà Nam, Hòa Bình
2. Kiểm toán Nhà nước khu vực II (trụ sở đặt tại Thành phố Vinh, tỉnh Nghệ An) phụ trách 5 địa phương gồm: Nghệ An, Hà Tĩnh, Quảng Bình, Quảng Trị, Thừa Thiên Huế
3. Kiểm toán Nhà nước khu vực III (trụ sở đặt tại Thành phố Đà Nẵng) phụ trách 4 địa phương gồm: Đà Nẵng, Quảng Nam, Quảng Ngãi, Bình Định
4. Kiểm toán Nhà nước khu vực IV (trụ sở đặt tại Thành phố Hồ Chí Minh) phụ trách 4 địa phương gồm: TP. Hồ Chí Minh, Long An, Bình Dương, Tây Ninh
5. Kiểm toán Nhà nước khu vực V (trụ sở đặt tại Thành phố Cần Thơ) phụ trách 6 địa phương gồm: Cần Thơ, Hậu Giang, Sóc Trăng, Kiên Giang, Bạc Liêu, Cà Mau
6. Kiểm toán Nhà nước khu vực VI (trụ sở đặt tại Thành phố Hạ Long, tỉnh Quảng Ninh) phụ trách 5 địa phương gồm: Hải Phòng, Hải Dương, Quảng Ninh, Bắc Giang, Hưng Yên
7. Kiểm toán Nhà nước khu vực VII (trụ sở đặt tại Thành phố Yên Bái, tỉnh Yên Bái) phụ trách 6 địa phương gồm: Yên Bái, Phú Thọ, Sơn La, Lào Cai, Điện Biên, Lai Châu
8. Kiểm toán Nhà nước khu vực VIII (trụ sở đặt tại Thành phố Nha Trang, tỉnh Khánh Hòa) phụ trách 4 địa phương gồm: Khánh Hòa, Phú Yên, Ninh Thuận, Lâm Đồng
9. Kiểm toán Nhà nước khu vực IX (trụ sở đặt tại Thành phố Mỹ Tho, tỉnh Tiền Giang) phụ trách 6 địa phương gồm: Tiền Giang, Bến Tre, Trà Vinh, Vĩnh Long, Đồng Tháp, An Giang
10. Kiểm toán Nhà nước khu vực X (trụ sở đặt tại Thành phố Thái Nguyên, tỉnh Thái Nguyên) phụ trách 6 địa phương gồm: Thái Nguyên, Lạng Sơn, Bắc Kạn, Tuyên Quang, Hà Giang, Cao Bằng
11. Kiểm toán Nhà nước khu vực XI (trụ sở đặt tại thành phố Thanh Hóa, tỉnh Thanh Hóa) phụ trách 4 địa phương gồm: Thanh Hóa, Ninh Bình, Nam Định, Thái Bình
12. Kiểm toán Nhà nước khu vực XII (trụ sở đặt tại Thành phố Buôn Ma Thuột, tỉnh Đắk Lắk) phụ trách 4 địa phương gồm: Đắk Lắk, Gia Lai, Kon Tum, Đắk Nông
13. Kiểm toán Nhà nước khu vực XIII (trụ sở đặt tại Thành phố Biên Hoà, tỉnh Đồng Nai) phụ trách 4 địa phương gồm: Bà Rịa – Vũng Tàu, Bình Phước, Bình Thuận, Đồng Nai

### Các đơn vị sự nghiệp
1. Trường Đào tạo và Bồi dưỡng nghiệp vụ kiểm toán;
2. Báo Kiểm toán.